# Pelopidas (djur)
Pelopidas är ett släkte av fjärilar. Pelopidas ingår i familjen tjockhuvuden.

## Bildgalleri

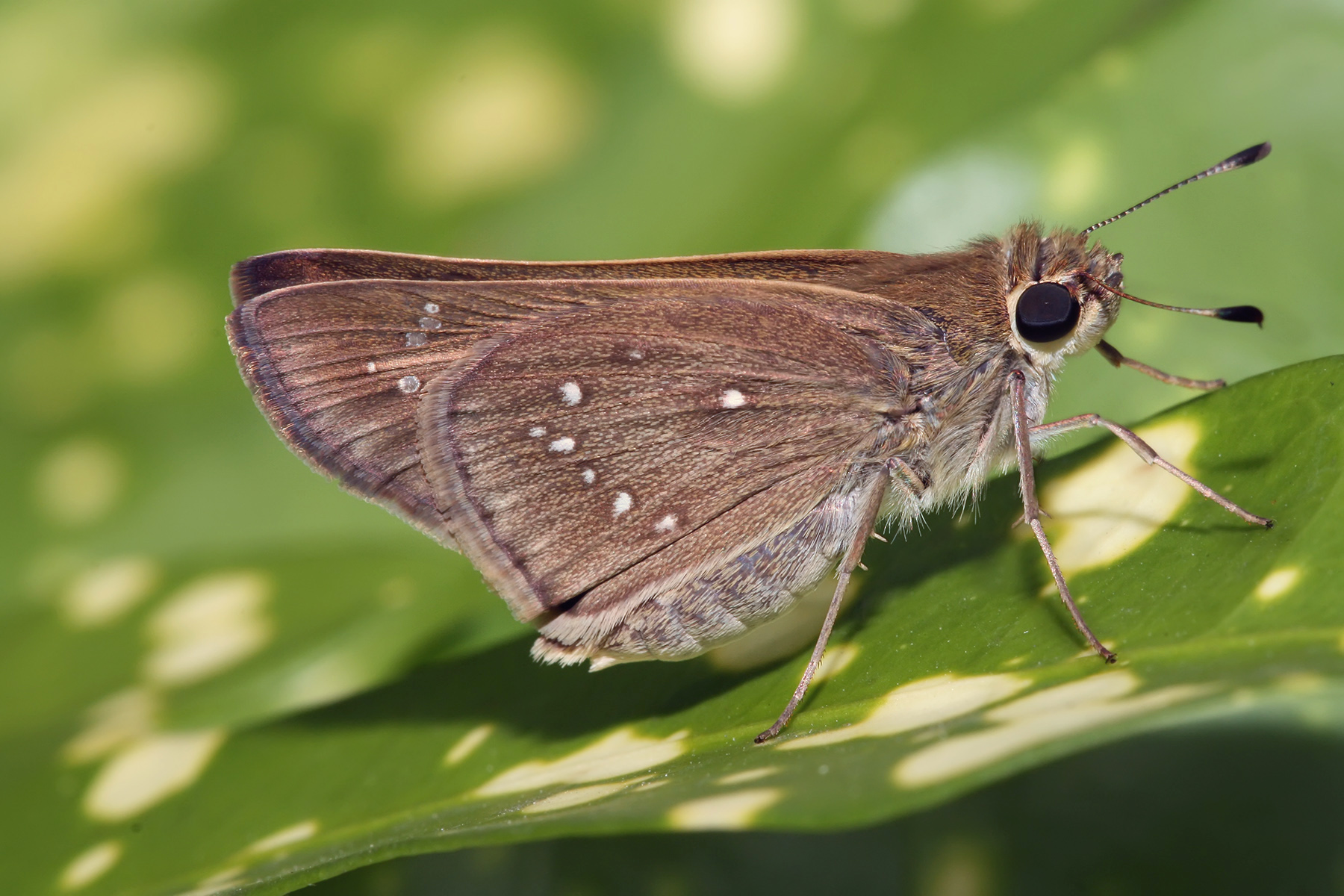

## Dottertaxa tillPelopidas, i alfabetisk ordning[1]
- Pelopidas agna
- Pelopidas agnata
- Pelopidas albirostris
- Pelopidas alice
- Pelopidas assamensis
- Pelopidas balarama
- Pelopidas barneyi
- Pelopidas ceramica
- Pelopidas chaya
- Pelopidas conjuncta
- Pelopidas consanguis
- Pelopidas dingo
- Pelopidas elegans
- Pelopidas ella
- Pelopidas flava
- Pelopidas flexilis
- Pelopidas inconspicua
- Pelopidas jansonis
- Pelopidas javana
- Pelopidas julianus
- Pelopidas larika
- Pelopidas lodra
- Pelopidas lyelli
- Pelopidas masta
- Pelopidas mathewi
- Pelopidas mathias
- Pelopidas micipsa
- Pelopidas midea
- Pelopidas mohopaani
- Pelopidas narooa
- Pelopidas niasica
- Pelopidas oberthuri
- Pelopidas octofenestrata
- Pelopidas parvimacula
- Pelopidas pelora
- Pelopidas prominens
- Pelopidas reducta
- Pelopidas repetita
- Pelopidas satriana
- Pelopidas similis
- Pelopidas sinensis
- Pelopidas stictica
- Pelopidas subochracea
- Pelopidas thrax
- Pelopidas umbrata